# Hipólito Suárez
Hipólito Alejandro Suárez Nuez, né le 11 août 1974, est un homme politique espagnol membre du Parti populaire (PP).

## Biographie

### Vie privée
Il est célibataire.

### Activités politiques
Il est conseiller municipal de Moya de 2003 à 2007. Il devient maire de la ville en 2011. En 2015 il est réélu pour un second mandat. De 2007 à 2011 il est conseiller au cabildo insulaire de Grande Canarie.
Le 26 juin 2016, il est élu sénateur pour Grande Canarie au Sénat. Il est premier vice-président de la commission de l'Égalité.